# Magdalena Martullo-Blocher

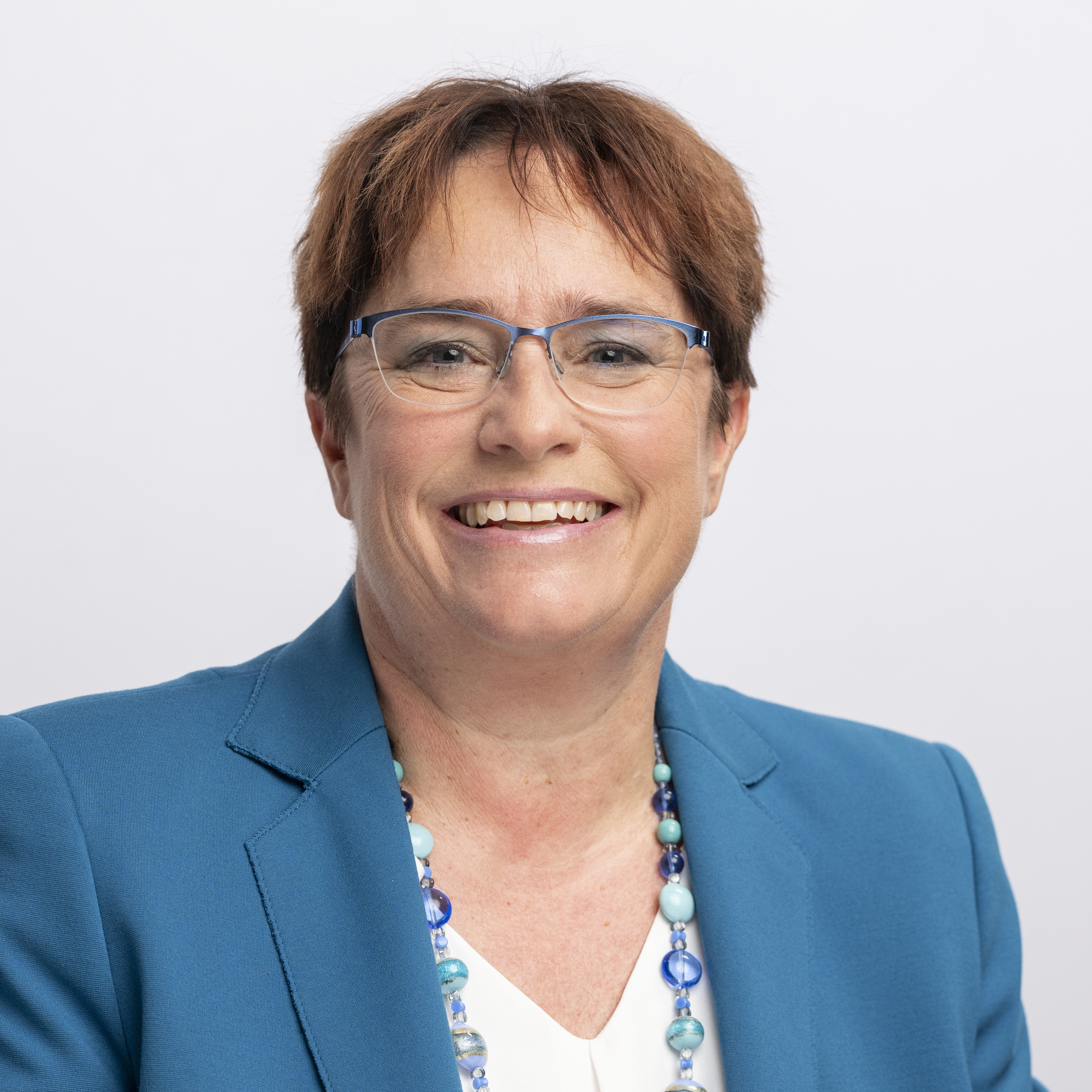
Magdalena Martullo-Blocher (2023)

Magdalena Martullo-Blocher, amtlich Magdalena Martullo (* 13. August 1969 in Männedorf; heimatberechtigt in Schattenhalb, Meilen und Zürich), ist eine Schweizer Unternehmerin und Politikerin (SVP). Sie ist Mehrheitsaktionärin und exekutive Vizepräsidentin sowie Delegierte des Verwaltungsrates der Ems-Chemie Holding AG. Seit 2015 ist sie Nationalrätin für den Kanton Graubünden. Sie gehört zu den reichsten Schweizern.

## Karriere

### Wirtschaft
Martullo-Blocher studierte an der Hochschule St. Gallen (HSG) Betriebswirtschaft und schloss mit dem Lizenziat ab. Von 1994 bis 1996 war sie Product Manager bei Johnson & Johnson. Von 1996 bis 2000 war sie Marketingleiterin für die Schweiz bei der Rivella AG. Als solche gehörte sie auch der erweiterten Geschäftsleitung an. Im Januar 2001 folgte der Eintritt in die Ems-Gruppe; im August desselben Jahres wurde sie Mitglied des Verwaltungsrats, seit August 2002 ist sie dessen Vizepräsidentin.
Als ihr Vater Christoph Blocher bei den Bundesratswahlen 2003 in den Bundesrat gewählt wurde und seine Beteiligung an seine vier Kinder übergab, übernahm die damals hochschwangere Martullo-Blocher ab Januar 2004 die Leitung des Unternehmens. Über ihre Beteiligungen an der Emesta Holding AG ist sie heute, zusammen mit ihrer Schwester Rahel Blocher, Mehrheitsaktionärin der Ems-Chemie Holding AG.
Seit Juni 2004 ist Martullo-Blocher Mitglied des Vorstandes von Scienceindustries und leitet den Ausschuss Wirtschaftspolitik. Seit 2017 ist sie Vorstandsmitglied des Wirtschaftsdachverbands Economiesuisse.

### Politik
Martullo-Blocher wurde in den Schweizer Parlamentswahlen 2015 auf einer Liste der SVP Graubünden als Quereinsteigerin in die Politik als Mitglied des Nationalrates gewählt und ist dort in der Kommission für Wirtschaft und Abgaben (WAK) und im Wahlkreis Graubünden politisch aktiv.
2018 wurde sie nach dem Rücktritt ihres Vaters zum Mitglied des Parteileitungsausschusses und zu einer Vizepräsidentin der SVP Schweiz gewählt. Seit 2016 ist sie Mitglied der Parteileitung der SVP Schweiz und dort verantwortlich für das Ressort «Wirtschaftspolitik». Sie ist seit 2016 Mitglied des Parteileitungsausschusses der SVP Graubünden.

## Privatleben
Martullo-Blocher ist verheiratet mit Roberto Martullo, dem früheren Präsidenten der SVP Meilen. Zusammen haben sie drei Kinder und wohnen im Meilemer Ortsteil Feldmeilen und in Lenzerheide. Ihr Vermögen wurde im Mai 2025 vom Wirtschaftsmagazin Forbes auf 8.8 Milliarden US-Dollar (7.2 Mrd. Franken) geschätzt. Damit gehört sie zu den reichsten Schweizern. Laut dem Bloomberg Billionaires Index belegte sie (Stand: 7. Mai 2025) mit einem geschätzten Vermögen von rund 8.7 Milliarden US-Dollar (7.2 Mrd. Franken) den 348. Platz auf der Rangliste der reichsten Menschen der Welt.